# Charles Lewinsky
Charles Lewinsky, född 14 april 1946 i Zürich,  är en schweizisk författare av teaterpjäser, musikaler, TV-serier och släktkrönikan Meijers.